# Nordsjötjärnen (Anundsjö socken, Ångermanland)
Nordsjötjärnen är en sjö i Örnsköldsviks kommun i Ångermanland och ingår i Moälvens huvudavrinningsområde.